# Listă de biserici din județul Galați
Aceasta este o listă de biserici din județul Galați:
- Biserica Sfântul Dimitrie din Călmățui
- Biserica Sfântul Nicolae din Galați
- Biserica Sfântul Gheorghe din Tecuci
- Biserica Sfântul Nicolae din Țigănești
- Biserica Sfântul Gheorghe din Galați, deși era veche de peste 300 de ani, a fost dată jos în anul 1962 din cauza ambițiilor activiștilor de a „curăța“ malul Dunării de astfel de clădiri „care propagau ideologii greșite“.[1]
- Biserica Precista din Galați [2]